# Klappträsk (sjö i Finland)
Klappträsk (finska: Lippajärvi) är en sjö vid stadsdelen Klappträsk i Esbo stad i Finland.   Den ligger i landskapet Nyland, i den södra delen av landet, 13 km nordväst om huvudstaden Helsingfors. Klappträsk ligger 19,4 meter över havet. Arean är 56,7 hektar och strandlinjen är 4,88 kilometer lång. Sjön  ingår i Finska vikens kustområde.   Runt Klappträsk är det i huvudsak tätbebyggt.